# 高知県道374号高知南国線
高知県道374号高知南国線（こうちけんどう374ごう こうちなんこくせん）は、高知県高知市から南国市に至る一般県道である。

## 概要
高知市北本町二丁目から南国市小篭に至る。通称大津バイパス。ほぼ全線が片側2車線で、ほぼ全線が高知市内を走る。1994年（平成6年）までは高知県道250号高知南国線であった。

### 路線データ
- 起点：高知市北本町二丁目（国道32号別線交点）
- 終点：南国市小篭（国道195号交点）

## 路線状況
高知市中心部から高知市東部を結ぶ県道で、昭和50年代からすでに開通していた。昭和末の時代では、高知市中心部と高知市東部を結ぶ片側2車線の道は当県道の他には、国道55号（南国バイパス、現在は高知市区間の大部分は国道32号になった）しかなかった。
また高知自動車道が南国IC以西が未開通だった時代では、現在では高知県道384号北本町領石線となっている当時の国道32号本線から南国ICの出入口がある国道32号バイパス（当時・現在は本線に編入されている）高知東道路までの連絡道路の役割を果たしていた。

### 別名
- 大津バイパス

### 道路施設

#### 橋梁
- 新国分川橋（国分川、高知市）
- 出分橋（高知市）
- 田辺島橋（高知市）
- 新平田橋（舟入川、高知市）

## 地理
JR四国土讃線 高知駅前から北金田交差点まで2車線区間が続く高知県道384号北本町領石線を、北金田交差点をそのまま直進すると当県道の起点である。高須地区北部、大津地区を通り、国道32号を交差し南国市に入ったところで国道195号（電車通り）に接続して当県道の終点となる。

### 通過する自治体
- 高知県
  - 高知市 - 南国市

### 交差する道路
| 交差する道路                | 市町村名 | 交差する場所 | 交差する場所       |
| --------------------------- | -------- | ------------ | ------------------ |
| 国道32号 / 別線             | 高知市   | 北本町二丁目 | 起点               |
| 高知県道249号後免中島高知線 | 高知市   | 北本町三丁目 | 北本町三丁目交差点 |
| 高知県道384号北本町領石線   | 高知市   | 南御座       |                    |
| E55 高知東部自動車道        | 高知市   | 高須砂地     | 1 高知中央IC       |
| 高知県道44号高知北環状線    | 高知市   | 高須砂地     |                    |
| 高知県道248号栗山大津線     | 高知市   | 大津         |                    |
| 高知県道252号八幡大津線     | 高知市   | 大津         |                    |
| 国道32号                    | 高知市   | 大津         |                    |
| 国道195号                   | 南国市   | 小篭         | 終点               |

### 沿線
- JR四国土讃線
  - 高知駅 - 土佐大津駅
- 高知市立江陽小学校
- 高知市立城東中学校